# Wensley (Derbyshire)
Wensley – osada w Anglii, w Derbyshire. Leży 4 km od miasta Matlock, 26,5 km od miasta Derby i 208,9 km od Londynu. Wensley jest wspomniana w Domesday Book (1086) jako Wodnesleie.